# Аеродром Анталија
Аеродром Анталија (тур. Antalya Havalimanı) је међународна ваздушна лука турске „престонице туризма” Анталије. Аеродром удаљен 13 km североисточно од града.
Аеродром је трећи по промету у Турској, одмах после два истанбулска аеродрома - 2018. године кроз њега је прошло више од 30 милиона путника. Највећи број туриста користи аеродром током летње туристичке сезоне.
Овај аеродром је авио-чвориште за низ авио-превозника: „Анадолуџет”, „Туркиш Ерлајнс”, „Корендон Ерлајнс”, „Фрибрд Ерлајнс”, „Пегасус ерлајнс” и „СанЕкспрес”.